# Kdanice
Kdanice je malá vesnice, část města Sobotka v okrese Jičín. Nachází se asi 2 km na jihozápad od Sobotky. V roce 2015 zde bylo evidováno 22 adres. V roce 2001 zde trvale žilo 40 obyvatel.
Kdanice je také název katastrálního území o rozloze 3,91 km2. V katastrálním území Kdanice leží i Trní.